# هونگ‌وو
هونگ‌وو (به چینی: 洪武) به معنای «قدرت بزرگ نظامی»، نام پادشاهی جو یوان‌جانگ (به چینی: 朱元璋) (۲۱ اکتبر ۱۳۲۸ - ۲۴ ژوئن ۱۳۹۸) بنیان‌گذار و نخستین امپراتور دودمان پادشاهی مینگ بین سال‌های ۱۳۶۸ تا ۱۳۹۸ بود. او را پس از مرگ مینگ‌تای‌زو (به چینی: 明太祖) به معنای «جد بزرگ مینگ» لقب دادند.

## سال‌های آغازین
امپراتور هونگ‌وو با نام واقعی جو یوآن‌جانگ در ۱۳۲۸ میلادی در دهکدهٔ جنگلی (فنگ‌یانگ امروزی در آن‌هویی) و در یک خانوادهٔ فقیر روستایی زاده شد. ۱۶ ساله بود که رود زرد طغیان کرد و زمین‌های کشاورزی آن‌ها را زیر آب برد. به دنبال شیوع وبا تمام افراد خانوادهٔ یوآن جانگ ازپای درآمدند و تنها او و یکی از برادرانش زنده ماندند.
جو یوآن‌جانگ مدتی را به عنوان طلبه در یک معبد بودایی گذراند اما به دلیل مشکلات مالی معبد مجبور به ترک آنجا شد. او چند سالی را به گدایی گذراند و از نزدیک با مشکلات دیگر مردم عادی آشنا شد. سپس بار دیگر به معبد بازگشت و تا ۲۴ سالگی درآنجا ماند و در این مدت خواندن و نوشتن را از دیگر راهبان آموخت.

## شورش علیه دودمان مغولی یوآن
در ۱۳۵۲ و پس از آن‌که معبدی که یوآن‌جانگ در آن ساکن بود توسط نیروهای حکومتی که برای سرکوب شورشی محلی به آنجا اعزام شده‌بودند تخریب شد، او نیز به جمع شورشیانی پیوست که ضد دودمان مغولی یوآن در چین به‌پا خواسته‌بودند. توانایی‌هایی جو یوآن‌جانگ سبب شد تا او خیلی زود به رهبر شورشیان تبدیل شود. او سپس به انجمن مخفی نیلوفرآبی سفید (به انگلیسی: White Lotus Society) پیوست و با گروه شورشی دیگری به نام دستار سرخ‌ها همراه شد. اکثریت چینی‌های نژاد هان از این گروه‌ها حمایت می‌کردند و جو یوآن‌جانگ باردیگر فرماندهی شورشیان را برای برانداختن حکومت مغول‌ها برعهده گرفت.

## بنیان‌گذاری دودمان مینگ
جو یوآن‌جانگ در ۱۳۵۶ نانجینگ را تصرف کرد و آنجا را به عنوان پایگاه خود درآورد. سلسلهٔ یوآن در این زمان به دلیل مشکلات داخلی و شورش‌های گوناگون رو به زوال بود. یوآن‌جانگ بیجینگ را نیز به تصرف خود درآورد و در ۱۳۶۸ موفق شد تا سلسلهٔ یوآن را سرنگون سازد. او در همین سال سلسلهٔ جدیدی را با نام مینگ به معنای «درخشان» در نانجینگ بنیان گذاشت و خود با نام هونگ‌وو (به معنای قدرت بزرگ نظامی) به عنوان نخستین امپراتور این دودمان بر تخت نشست. او سپس باقی‌ماندهٔ مغول‌ها را از چین، کره و منچوری تا ورای کوهستان تین‌شان بیرون راند.

## حکومت
هونگ‌وو پس از آنکه خود را امپراتور چین نامید تمام مقامات درباری مغول را از قدرت خلع و مقامات چینی را جایگزین آن‌ها نمود. او همچنین بار دیگر سیستم آزمون کنفسیوس را در کشور برقرار نمود تا افرادی که از نظر فلسفه و ادبیات دارای آگاهی خوبی بودند به عنوان مقامات مسئول انتخاب شوند. همچنین آن دسته از اندیشمندان پیرو تعالیم کنفسیوسی که در سلسلهٔ یوآن به حاشیه رانده شده بودند را بار دیگر در امور حکومتی وارد کرد.
استفاده از جامگان و نام‌های مغولی در این زمان متوقف شد و فرهنگ چینی جایگزین فرهنگ مغولی گردید.
اما با وجود تمام کارهای مثبتی که هونگ‌وو انجام داد، او برای تحکیم حکومتش و در دست گرفتن تمام قدرت دست به کشتارهای بی‌رحمانه‌ای نیز زد. او تمام انجمن‌های مخفی را سرکوب کرد و اعضای آن‌ها را کشت. همچنین پلیس ویژه‌ای را به وجود آورد و زندان‌هایی را برای شکنجهٔ زندانیان در اختیار آن‌ها قرار داد.
هونگ‌وو ۲۶ پسر داشت، هونگ‌وو به پسران خود لقب سانگ به معنی سلطان محلی داد اما قدرت و اختیاراتی زیادی به آن‌ها اعطا نکرد، در این میان به افرادی که برای مرزبانی و جلوگیری از حملات بیگانگان در مرزها مستقر ساخت قدرت نظامی بیشتری داد و به آن‌ها لقب سای‌وانگ به معنی سلطان مرزی اعطا کرد.

## درگذشت
هونگ‌وو به مدت ۳۰ سال از ۱۳۶۸ تا ۱۳۹۸ حکومت کرد و سرانجام در ۲۴ ژوئن ۱۳۹۸ میلادی درگذشت. او را پس از مرگ مینگ تای‌زو به معنای «جد بزرگ مینگ» لقب دادند.